# Diocesi di Pogla
La diocesi di Pogla (in latino: Dioecesis Poglensis) è una sede soppressa del patriarcato di Costantinopoli e una sede titolare della Chiesa cattolica.

## Storia
Pogla, identificabile con Fugla-Fulla nell'odierna Turchia, è un'antica sede episcopale della provincia romana della Panfilia Seconda nella diocesi civile di Asia. Faceva parte del patriarcato di Costantinopoli ed era suffraganea dell'arcidiocesi di Perge.
La diocesi è documentata nelle Notitiae Episcopatuum del patriarcato di Costantinopoli fino al XII secolo. Si conoscono tuttavia due soli vescovi: Paolo, che prese parte al concilio di Calcedonia nel 451 e sottoscrisse nel 458 la lettera dei vescovi della Panfilia Seconda all'imperatore Leone I dopo la morte del patriarca Proterio di Alessandria; e Niceforo, che partecipò al concilio di Nicea del 787.
Dal XIX secolo Pogla è annoverata tra le sedi vescovili titolari della Chiesa cattolica; la sede è vacante dal 12 maggio 1982.

## Cronotassi

### Vescovi greci
- Paolo † (prima del 451 - dopo il 458)
- Niceforo † (menzionato nel 787)

### Vescovi titolari
- Emile Joseph Legal, O.M.I. † (29 marzo 1897 - 3 giugno 1902 succeduto vescovo di Saint Albert)
- François-Théophile-Zotique Racicot † (14 gennaio 1905 - 14 settembre 1915 deceduto)
- Reinaldo Muñoz Olave † (5 agosto 1916 - 16 ottobre 1942 deceduto)
- Gregório Alonso Aparicio, O.A.R. † (9 gennaio 1943 - 12 maggio 1982 deceduto)